# Dzieduszyce Wielkie
Dzieduszyce Wielkie (ukr. Великі Дідушичі) – wieś na Ukrainie, w rejonie stryjskim obwodu lwowskiego. Wieś liczy 1785 mieszkańców.

## Historia
Gniazdo rodowe Dzieduszyckich. Za II Rzeczypospolitej do 1934 samodzielna gmina jednostkowa. Następnie należała do zbiorowej wiejskiej gminy Sokołów w powiecie stryjskim w woj. stanisławowskiem. Pod okupacją istniała gmina Dzieduszyce Wielkie. Po wojnie wieś weszła w struktury administracyjne Związku Radzieckiego.